# I en tid som vår
I en tid som vår är ett studioalbum från 1996 av den svenska popsångerskan Marie Fredriksson. Albumet återutgavs 2002 till CD i boxen "Kärlekens guld", då på skivmärket Capitol. Albumet spelades in och samproducerades med hennes make Mikael Bolyos i deras hemstudio i Djursholm, Sverige. Originalversionen sålde 75 000 exemplar, vilket räckte till en guldskiva.

## Låtlista
1. I en tid som vår - 6:18
2. Drömmen - 5.37
3. Efter så många år - 4:48
4. Min trognaste vän - 4.04
5. Ber bara en gång - 4:05
6. Vinterängel - 5.17
7. Aldrig tillbaka mer - 5:20
8. Mild varm vår - 5.37
9. Berusa mig - 5:03
10. Tro - 4:57

### Bonusspår på 2003 års nyutgåva
1. Tid för försoning - 4.12
2. Herren ber för dig - 4.18

## Listplaceringar
| Lista (1996-1997) | Topplacering |
| ----------------- | ------------ |
| Sverige           | 2            |